# Yo me quedo en casa

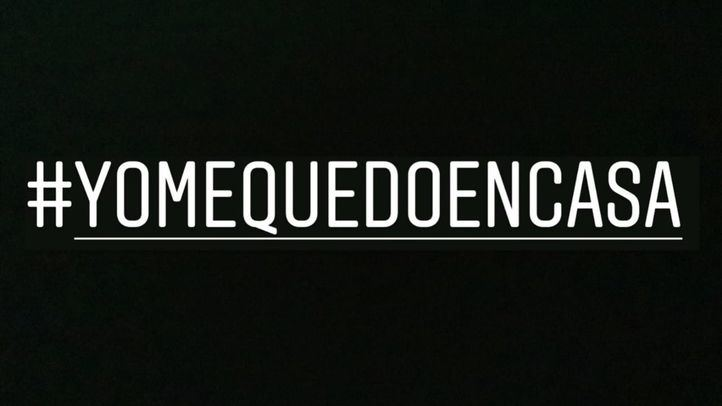
Etiqueta #YoMeQuedoEnCasa

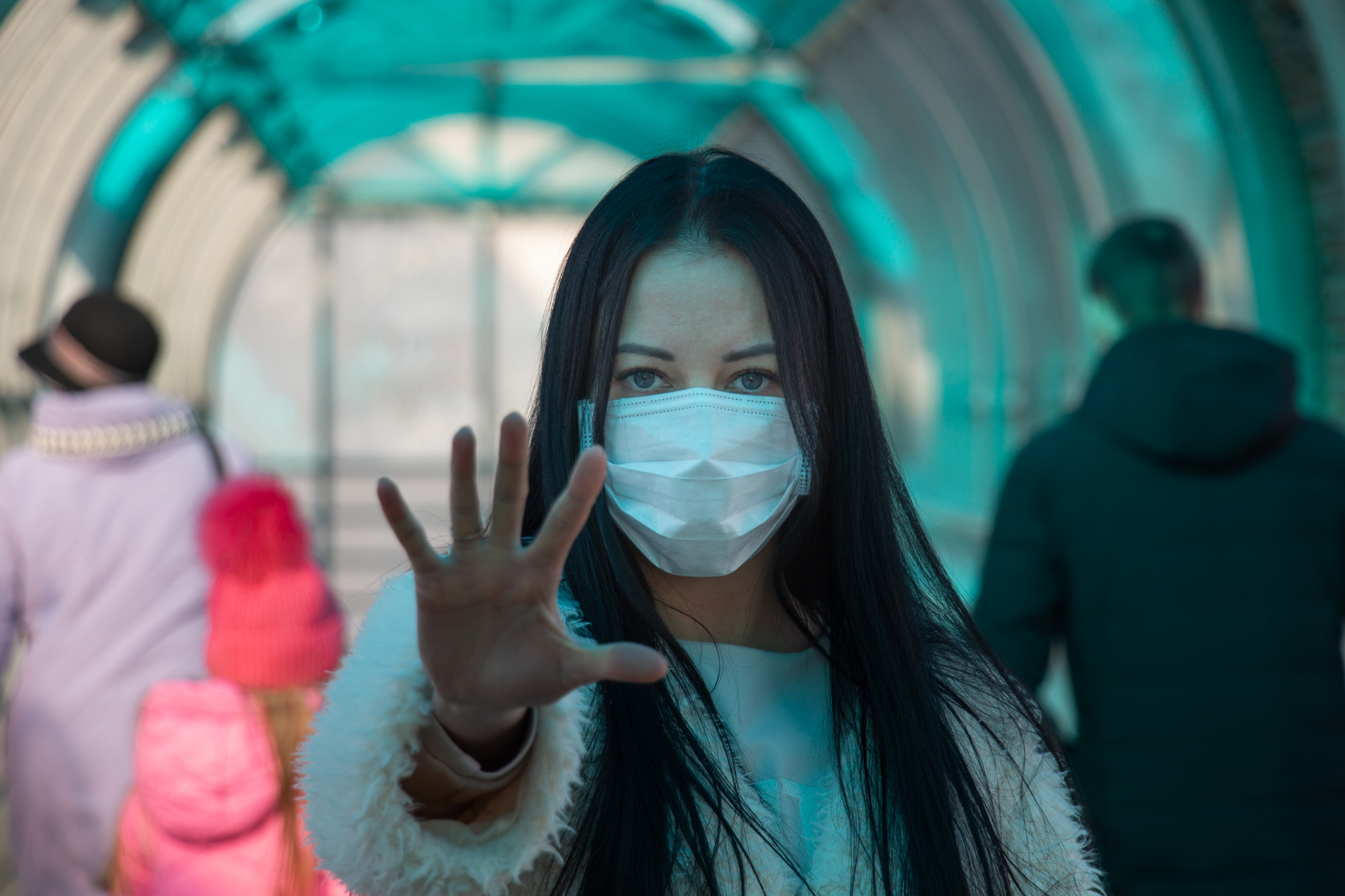
Imagen representada por el movimiento Yo me quedo en casa en Rusia.

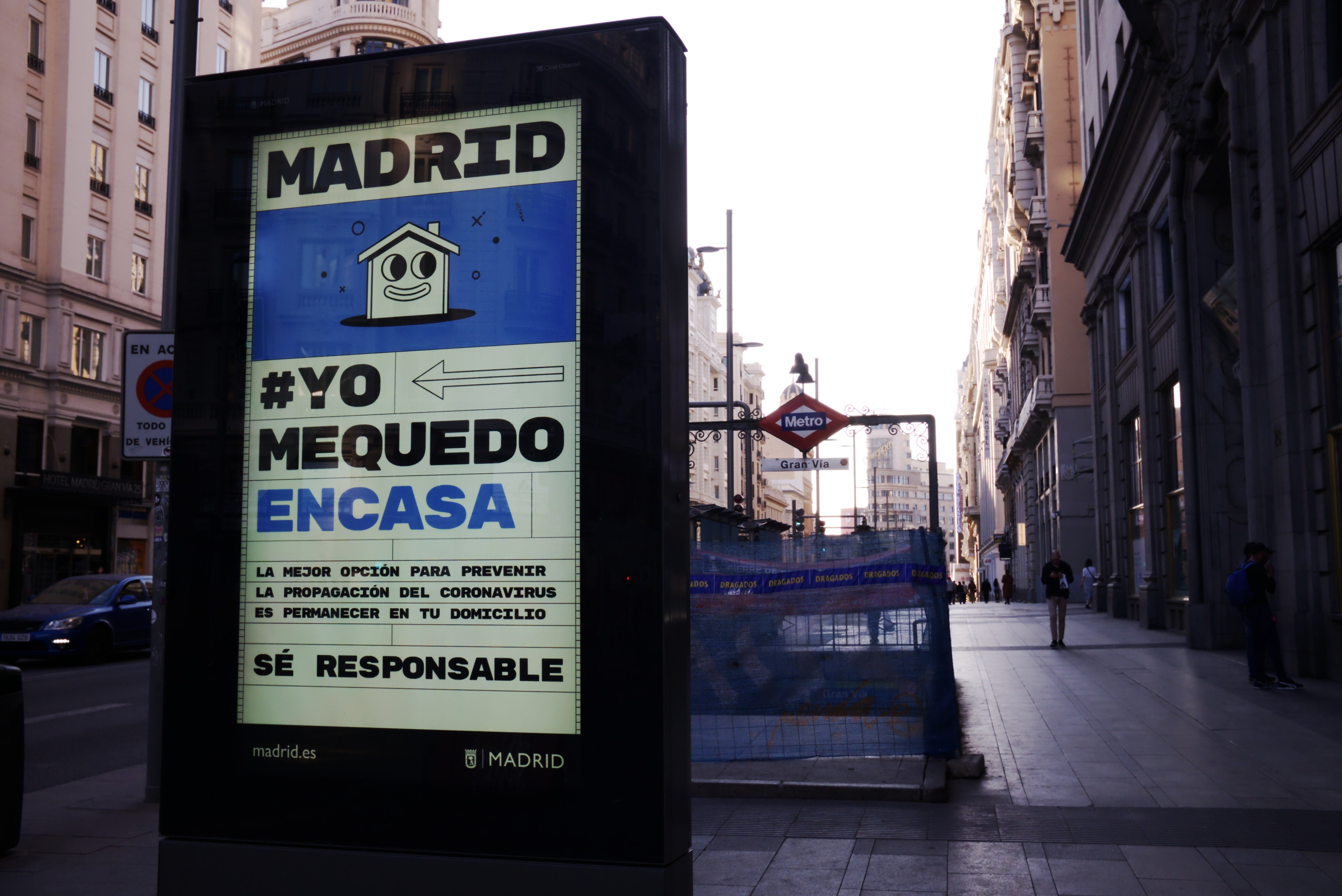
Cartel en Madrid que insta a quedarse en casa: "La mejor opción para prevenir la propagación del coronavirus es permanecer en tu domicilio. Sé responsable".

«Yo me quedo en casa» (estilizado #YoMeQuedoEnCasa) fue un movimiento de ciberactivismo que promovió la inmovilización social y el confinamiento con el objetivo de detener la expansión de la pandemia de COVID-19 durante sus momentos más críticos. Apareció el 11 de marzo de 2020 en Twitter, y se expandió rápidamente por toda España e Hispanoamérica.
Varias personalidades, medios de comunicación y gobiernos lo utilizaron desde su creación, como forma de apoyar al movimiento, las principales redes sociales registraron el etiqueta de forma masiva. Fue el segundo movimiento por redes sociales relacionadas con la pandemia de COVID-19, siendo la primera #Nosoyunvirus de la campaña contra la discriminación a las personas chinas y asiáticos en general por el primer lugar donde se registró el virus SARS-CoV-2 que fue en la ciudad china de Wuhan.

## Desarrollo

### Origen
La pandemia de COVID-19 originada en China, llegó a España el 31 de enero, escalando en gravedad por lo que el gobierno español declaró el Estado de alarma desde el 14 de marzo dando inicio a la cuarentena nacional.
El primer registro de la frase fue en la cuenta oficial de Twitter del influencer Jorge Cremades junto a un vídeo, según Cremades, su inspiración fue del #iorestoacasa (español: Yo me quedo en casa) de Italia, que también fue creado por la llegada de la pandemia de enfermedad por coronavirus en ese país. Su accionar fue repetido por otras celebridades españolas de Internet.

### Uso
Diarios de Argentina, Perú y España en su totalidad publicaron la frase #Yomequedoencasa en sus portadas de periódicos. En España, un grupo de artistas por iniciativa armó Yo me quedo en casa festival del 13 de marzo al 15 de marzo para realizarse por Instagram. En Perú, el gobierno puso al bono de 380 soles el nombre de #YoMeQuedoEnCasa, dicho subsidio monetario es personas de grupos de pobreza extrema afectados por la cuarentena nacional. En ese mismo país, la orquesta de salsa "Zaperoko", estrenó su nueva canción con el nombre de "Yo me quedo en casa", para incentivar a la gente. Varias personalidades de internet como el youtuber elRubius han compartido y apoyado esta frase.
En Italia, además del #iorestoacasa, se presentó uno similar, «#IoRestoInCorsia #TuRestaACasa» (español: Yo me quedo en el pasillo, tú quédate en casa), proveniente de los trabajadores del sector de salud pública y privada italiana.
En Wikipedia, la Fundación Wikimedia creó la campaña QuédateEnTuCasaYEditaWikipedia para promover el uso y edición de la Wikipedia en español durante el periodo de inmovilización social decretado en varios países.
Impacto
El impacto del movimiento «#Yomequedoencasa» puede valorarse desde distintas perspectivas. La suma de famosos al movimiento y la publicidad en los medios de comunicación ha contribuido de forma absoluta, al menos durante las dos primeras semanas de confinamiento obligatorio, a evitar la manifestación pública y a exteriorizar la disidencia de los ciudadanos respecto a las medidas de confinamiento. Esta medida supone, de hecho, dejar en suspenso la libertad de movimiento de la ciudadanía, y aunque dado el colapso del sistema sanitario español era muy recomendable, tampoco es incompatible con las libertad de movimientos si se toman las debidas precauciones de higiene y distanciamiento de seguridad, como se ha optado en otros países. Sin embargo, el consenso artificialmente creado en torno al movimiento ha llevado a asociar el permanecer en la vía pública con ser poco solidario cuando no un "mal ciudadano". Desde la tercera semana de confinamiento, y puesto que ya se han dado publicidad a casos de políticos y personalidades que se han saltado el confinamiento, en numerosas ciudades se insulta desde ventanas y balcones a las personas que van por la calle, sin hacer distinción de si sus motivos son o no justificados. Hay muchos motivos que justifican hacer uso de la libertad de movimiento, por ejemplo el desplazamiento a por comida, medicamentos o la atención a personas dependientes, además de los sectores que siguen trabajando (Fuerzas y Cuerpos de Seguridad del Estado, sanitarios, personal administrativo y de servicios esenciales, trabajadores de supermercados, de limpieza y seguridad, etc.). La adopción irreflexiva de este eslogan, sin explicación y amparándose en el miedo de la población ha llevado a que se vuelva un criterio moral de superioridad desde el que prejuzgar al desconocido. Además, es evidente que este movimiento ha reforzado la estrategia del gobierno español que, acertada o no, no era la única posible y, sobre todo, ha evitado la disensión y el cuestionamiento de la población al respecto, imponiéndolo como un precepto casi religioso. Parte de ese precepto incluye el ritual de salir a aplaudir a las 20:00 a los sanitarios desde los balcones y ventanas; muestra de agradecimiento que, sin embargo, se vio eclipsada durante la tercera semana de confinamiento conviviendo con amenazas de las comunidades de vecinos hacia los sanitarios y profesionales que en su trabajo estuvieron cara al público o más expuestos al virus, y a quienes se consideró potencialmente contagiosos. Las autoridades han tomado cartas en el asunto para denunciar estas conductas que amparadas en la solidaridad del «#Yomequedoencasa» justifican la expulsión de los trabajadores más vulnerables en estas circunstancias.